# ینگی‌کندی
ینگی‌کند یکی از روستاهای استان آذربایجان شرقی]] است که در ۱۵کیلومتری جاده تبریز-اورمیه و درکنار بزرگترین نیروگاه برق شمالغرب کشور واقع شده‌است.

## موقعیت
این روستا به دلیل قرارگیری در کنار آزادراه تبریز اورمیه و عبور راه‌آهن تبریز مشهد از وسط روستا دارای امتیازات منحصر به فردی می‌باشد که آن را از سایر روستاهای همجوار متمایز می‌کند. از جمله آن راه اندازی واحدهای صنعتی متعدد در مسیر و اطراف روستا و همچنین تأسیس شهرک صنعتی غرب تبریز که باعث رونق کسب و کار و اشتغال در منطقه و به‌ویژه در این روستا شده‌است.
روستای ینگی کند از شمال به روستای شیخ حسن از غرب به آخولا از جنوب به بارانلو و از شرق به آزادراه تبریز اورمیه و روستای اسفهلان متصل می‌باشد.
قرارگیری این روستا در دشت تبریز و جلگهٔ وسیع دریاچهٔ اورمیه و همچنین عبور رودخانهٔ آجی چای از غرب روستا، این روستا را از لحاظ وجود کشاورزی و دامداری و باغداری پررونق کرده‌است.

## محصولات
وجود باغ‌های میوهٔ زرد آلو، آلو، بادام، هلو، شفتالو همچنین محصولاتی چون پیاز، سیبزمینی، ذرت، خربزه، لوبیا، باقلا، زیره، آفتابگردون،
گوجه فرنگی و انواع کلم و کاهو و سبزی خوردنی باعث ایجاد رونق کشاورزی و ارتقاء سطح زندگی مردم شده‌است.

## جمعیت
ینگی کند در سال ۹۲ جمعیتی بالغ بر ۱۵۵۸ نفر را دارا بود که تعداد ۸۴۸ نفر را آقایان و ۷۱۰ نفر را خانم‌ها تشکیل داده‌اند.

## تحصیلات
سطح تحصیلات در بین جوانان در سطح بالایی قراردارد. بطوری که اکثریت جوانان به‌ویژه در قشر مردان حداقل تحصیلات، کاردانی (فوق دیپلم) محسوب می‌شود.
در این روستا استعدادهای فراوانی همچون دندانپزشک؛ پزشک، داروساز، وکیل، قاضی، اساتید دانشگاه و چندین و چندین مهندس برق و عمران وسایر رشته‌ها وجوددارد که در اقصی نقاط کشور مشغول خدمتگزاری وکسب روزی می‌باشند.

## میراث
این روستا دارای دو مسجد به نامهای مسجد جامع و مسجد_امام_حسین (ع)، خانه بهداشت، مدرسه، پارک ۹ واحد هایپر مارکت، یک واحد فست فود، یک واحد پیرایشگاه، ۳ واحد بنگاه املاک، ۲ واحد جوشکاری، یک واحد تعمیرگاه موتورسیکلت، دو واحد نانوایی، شعبه مالی اعتباری، عابربانک، واحد توزیع سوموم کشاورزی وحیوانی، سه واحد کافه و زمینهای خاکی فوتبال و والیبال می‌باشد.